# Eleições presidenciais do Brasil no estado de São Paulo
A seguir está uma tabela das eleições presidenciais Brasil em São Paulo, ordenadas por ano. Desde as eleições de 1945.
Com 46,6 milhões de habitantes, ou cerca de 22% da população brasileira, é o estado mais populoso do Brasil, segundo o IBGE, em pesquisa realizada em setembro de 2015, São Paulo tinha a maior produção industrial do país, com o maior PIB entre todos os estados brasileiros. Em 2016, a economia paulista respondia por cerca de 32,5% do total de riquezas produzidas no país, o que tornou o estado conhecido como a "locomotiva do Brasil".
Os vencedores do estado estão em negrito. 

## Partidos com mais vitórias
| Partido | Vitórias | Eleições                      |
| ------- | -------- | ----------------------------- |
| PSDB    | 5        | 1994, 1998, 2006, 2010 e 2014 |
| PSD     | 1        | 1945                          |
| PTB     | 1        | 1950                          |
| PSP     | 1        | 1955                          |
| PTN     | 1        | 1960                          |
| PRN     | 1        | 1989                          |
| PT      | 1        | 2002                          |
| PSL     | 1        | 2018                          |
| PL      | 1        | 2022                          |

## Eleições de 1945 até hoje
|  | Mesmo vencedor nacional        |
|  | Vencedor diferente do nacional |

### Nova República (1985–presente)
| Ano  | Turno | Vencedor          | Part. | Votos      | %     | Segundo lugar   | Part. | Votos      | %     | Terceiro lugar    | Part. | Votos     | %     | Ref    |
| ---- | ----- | ----------------- | ----- | ---------- | ----- | --------------- | ----- | ---------- | ----- | ----------------- | ----- | --------- | ----- | ------ |
| 2022 | 1.º   | Lula da Silva     | PT    | 10.490.032 | 40.89 | Jair Bolsonaro  | PL    | 12.239.989 | 47.71 | Simone Tebet      | MDB   | 1.625.596 | 6.34  | [ 2 ]  |
| 2022 | 2.º   | Lula da Silva     | PT    | 11.519.882 | 44,76 | Jair Bolsonaro  | PL    | 14 216 587 | 55,24 | -                 | -     | -         | -     | [ 2 ]  |
| 2018 | 1.º   | Jair Bolsonaro    | PSL   | 12 378 012 | 53,00 | Fernando Haddad | PT    | 3 833 982  | 16,42 | Ciro Gomes        | PDT   | 2.650.440 | 11,35 | [ 3 ]  |
| 2018 | 2.º   | Jair Bolsonaro    | PSL   | 15 306 023 | 67,97 | Fernando Haddad | PT    | 7 212 132  | 32,03 | -                 | -     | -         | -     | [ 3 ]  |
| 2014 | 1.º   | Dilma Rousseff    | PT    | 5 927 503  | 25,82 | Aécio Neves     | PSDB  | 10 152 688 | 44,22 | Marina Silva      | PSB   | 5 761 174 | 25,09 | [ 4 ]  |
| 2014 | 2.º   | Dilma Rousseff    | PT    | 8 488 383  | 35,69 | Aécio Neves     | PSDB  | 15 296 289 | 64,31 | -                 | -     | -         | -     | [ 4 ]  |
| 2010 | 1.º   | Dilma Rousseff    | PT    | 8 740 949  | 37,31 | José Serra      | PSDB  | 9 524 050  | 40,66 | Marina Silva      | PV    | 4 865 828 | 20,77 | [ 5 ]  |
| 2010 | 2.º   | Dilma Rousseff    | PT    | 10 462 447 | 45,95 | José Serra      | PSDB  | 12 308 483 | 54,05 | -                 | -     | -         | -     | [ 5 ]  |
| 2006 | 1.º   | Lula da Silva     | PT    | 8 091 867  | 36,76 | Geraldo Alckmin | PSDB  | 11 927 802 | 54,19 | Heloísa Helena    | PSOL  | 1 558 639 | 7,08  | [ 6 ]  |
| 2006 | 2.º   | Lula da Silva     | PT    | 10 684 776 | 47,74 | Geraldo Alckmin | PSDB  | 11 696 938 | 52,26 | -                 | -     | -         | -     | [ 6 ]  |
| 2002 | 1.º   | Lula da Silva     | PT    | 9 106 914  | 46,11 | José Serra      | PSDB  | 5 633 365  | 28,52 | Anthony Garotinho | PSB   | 2 781 712 | 14,08 | [ 7 ]  |
| 2002 | 2.º   | Lula da Silva     | PT    | 11 264 282 | 55,39 | José Serra      | PSDB  | 9 073 187  | 44,61 | -                 | -     | -         | -     | [ 7 ]  |
| 1998 | 1.º   | Fernando Henrique | PSDB  | 9 736 728  | 59,88 | Lula da Silva   | PT    | 4 688 677  | 28,83 | Ciro Gomes        | PPS   | 1 208 718 | 7,43  | [ 8 ]  |
| 1994 | 1.º   | Fernando Henrique | PSDB  | 8 679 287  | 55,74 | Lula da Silva   | PT    | 4 205 530  | 27,01 | Enéas Carneiro    | PRONA | 1 380 690 | 8,87  | [ 9 ]  |
| 1989 | 1.º   | Fernando Collor   | PRN   | 4 085 223  | 24,40 | Paulo Maluf     | PDS   | 3 934 334  | 23,50 | Mario Covas       | PSDB  | 3 802 330 | 22,71 | [ 10 ] |
| 1989 | 2.º   | Fernando Collor   | PRN   | 9 270 501  | 57,90 | Lula da Silva   | PT    | 6 739 403  | 42,10 | -                 | -     | -         | -     | [ 10 ] |

### República Populista (1945–1964)
| Ano  | Turno | Vencedor             | Part. | Votos     | %     | Segundo lugar | Part. | Votos   | %     | Terceiro lugar    | Part | Votos   | %     | Ref.   |
| ---- | ----- | -------------------- | ----- | --------- | ----- | ------------- | ----- | ------- | ----- | ----------------- | ---- | ------- | ----- | ------ |
| 1960 | único | Jânio Quadros        | PTN   | 1 588 593 | 55,10 | Teixeira Lott | PSD   | 441.755 | 15,30 | Ademar de Barros  | PSP  | 855 093 | 29,60 | [ 11 ] |
| 1955 | único | Juscelino Kubitschek | PSD   | 240 940   | 12,72 | Juarez Távora | UDN   | 626 627 | 33,08 | Ademar de Barros  | PSP  | 867 320 | 45,79 | [ 12 ] |
| 1950 | único | Getúlio Vargas       | PTB   | 925 493   | 64,30 | Eduardo Gomes | UDN   | 357 413 | 24,80 | Cristiano Machado | PSD  | 153 039 | 10,60 | [ 13 ] |
| 1945 | único | Eurico Dutra         | PSD   | 780 546   | 59,40 | Eduardo Gomes | UDN   | 377 613 | 25,70 | Iedo Fiúza        | PCB  | 192 867 | 14,70 | [ 14 ] |